# دردسر (مجموعه تلویزیونی)
دردسر نام یک مجموعهٔ تلویزیونی به کارگردانی مجید ماهیچی است که در سال ۱۳۷۱ تولید و از شبکه ۲ پخش گردید.

## خلاصه داستان
فرزندِ «آقای مقتصد» بیمار است. «آقای مقتصد» (با بازی محمود جعفری) که کارمند «ادارۀ دارایی» است،  برای تأمین مخارج درمان او، وام می‌گیرد و پول‌ها را در یک کیف رمزدار می‌گذارد. او برای محکم‌کاری، شماره تلفن عمهٔ رانندۀ تاکسی‌اش را به عنوان شماره رمزِ کیف انتخاب می‌کند، اما طبیعتاً خیلی زود این شماره را فراموش می‌کند و برای باز کردن کیف، دچار دردسرهای فراوان می‌گردد. سرانجام، زمانی که موفق می‌شود کیف را باز کند، جواب آزمایش مجدد فرزندش، نشان می‌دهد که او بیمار نبوده است.

## بازیگران
- محمود جعفری
- منوچهر حامدی
- بیوک میرزایی
- کتایون ریاحی
- مهری مهرنیا
- محمدعلی ورشوچی
- رضا بنفشه‌خواه
- محمود بصیری
- ماندانا اصلانی
- پرویز بشردوست
- علی مهام
- محمد عباس‌نژاد
- بهروز عنایتی
- مهدی قبادی
- محمدتقی شریفی
- اصغر امین‌اکبری
- محمود زاج‌فروش
- علی ثامنیه
- ایرج صمدانی
- عباس نیکخواه
- علی صدیقی
- غلامعلی مهدوی
- حسین چنگی
- محمد زائری
- محمد ساکی